# Irmã Dulce
Santa Dulce Lopes Pontes, (26 de mayo de 1914 Salvador, Brasil – 13 de marzo de 1992, ibidem) nacida como Maria Rita de Sousa Brito Lopes, también conocida como Santa Dulce de los Pobres fue una religiosa brasileña, católica, franciscana del Corazón Inmaculado de María. La Iglesia católica conmemora su festividad el 13 de marzo.

## Obra
Fundó la organización Obras Sociais Irmã Dulce,conocida como Fundación de Trabajos Caritativos de la Hermana Dulce. 
En 1949, comenzó haciendo caridad para los más pobres en la zona de su convento en Salvador de Bahía.En la actualidad, más de 3,000 personas concurren al mismo sitio donde ahora se encuentra el Hospital Santo Antônio Hospital, para recibir atención médica gratuita. 
La Hermana Dulce también creó Colegio Evangélico de Salvador (CESA), una escuela para pobres en Simões Filho, uno de los lugares más empobrecidos en Bahia.

## Reconocimientos
Al momento de su muerte en 1992, la Hermana Dulce había sido nominada para el Premio Nobel de la Paz, recibió dos audiencias personales con el papa Juan Pablo II, y ha creado, casi en solitario, una de las mayores y más reconocidas organizaciones de Brasil. Fue nombrada la mujer más admirada de Brasil por el diario O Estado de S. Paulo[cita requerida] y la religiosa más influyente de Brasil del siglo XX, por la revista ISTOÉ.
Sus obras la llevaron a la santidad de la Iglesia Católica. El 22 de mayo de 2011 fue beatificada bajo aprobación del Papa Benedicto XVI, por el cardenal Geraldo Majella Agnelo. 
El 13 de mayo de 2019, Francisco, durante una audiencia dada a la Congregación por las Causas de los Santos, Giovanni Angelo Becciu, reconoció el segundo milagro que la llevaría a la santidad. El decreto de la Congregación de Santos fue firmado luego por Francisco, de esta manera la convertían en santa. El 1 de julio fue anunciado que Dulce sería canonizada junto con otros cuatro santos el 13 de octubre de 2019.